# Rourkela
Rourkela (en oriya : ରାଉରକେଲା) (en bengali : রাউরকেলা) (en hindi : राउरकेला) est une ville industrielle d'Inde située tout au nord de l'état d'Odisha, à 330 kilomètres au nord-ouest de sa capitale, Bhubaneswar. Il s'agit de la 14e la ville la moins polluée et la plus écologique du pays.

## Sports
- Birsa Munda International Hockey Stadium